# Maria Golubnichaya
Maria Golubnichaya (Unión Soviética, 24 de febrero de 1924 - 22 de agosto de 2015) fue una atleta soviética, especializada en la prueba de 80 m vallas en la que llegó a ser subcampeona olímpica en 1952.

## Carrera deportiva
En los JJ. OO. de Helsinki 1952 ganó la medalla de plata en los 80 m vallas, con un tiempo de 11.1 segundos, llegando a meta tras la australiana Shirley Strickland de la Hunty (oro con 10.9 s) y por delante de la alemana Maria Sander (bronce con 11.1 segundos).